# Josef Wörz
Josef Wörz von Sprengenstein (13. března 1838 Imst – 4. března 1909 Latschburg u Matrei) byl rakouský politik německé národnosti z Tyrolska, v 2. polovině 19. století poslanec Říšské rady.

## Biografie
Působil jako notář ve Sterzingu.
Byl politicky aktivní. V letech 1877–1883 zasedal jako poslanec Tyrolského zemského sněmu za městskou kurii, obvod Brixen. Byl také poslancem Říšské rady (celostátního parlamentu Předlitavska), kam nastoupil v doplňovacích volbách roku 1875 za kurii venkovských obcí v Tyrolsku, obvod Schwaz, Kufstein, Kitzbichl atd. Slib složil 26. října 1875. V roce 1875 se uvádí jako rytíř Josef von Wörz, statkář, bytem Matrei. V roce 1878 zasedal v poslaneckém Hohenwartově klubu (tzv. (Strana práva), která byla konzervativně a federalisticky orientována.